# Eastern Market (metropolitana di Washington)
Eastern Market è una stazione della metropolitana di Washington, situata sul tratto comune delle linee blu, arancione e argento. Si trova a sudest del Campidoglio, vicino ad Eastern Market (da cui prende nome).
È stata inaugurata il 1º luglio 1977, contestualmente all'apertura della linea blu.
La stazione è servita da autobus del sistema Metrobus (anch'esso gestito dalla WMATA) e dal DC Circulator.